# サタデーホットリクエスト
『サタデーホットリクエスト』（Saturday Hot Request、通称サタリク）は、NHK-FM放送で1996年4月から2010年3月までの14年間放送された公開生放送のラジオ番組である。
渋谷区にあるNHK放送センター505スタジオから放送された。地域によって、一部放送時間が異なる。

## 概要
NHK-FMでは1957年の試験放送開始当時から、毎週土曜日の午後に『FMリクエストアワー』という各局ごとにパーソナリティもリクエスト縛りも異なる音楽リクエスト番組が行われていた。それを受け継ぎ、実質の全国統一とされる形で1996年4月から開始されたのがこの番組である。ただし、「ローカル差し替え可能枠」指定は外されなかった。
1990年代後半は太川陽介ら5人がメインパーソナリティを務めた。不定期に出演者の一部の入れ替えがあった。2000年4月に出演者が一新され、全体のコーナーも大きく変更された。
番組の基本スタイルは、毎週出されるお題にちなんでのエピソードやリクエスト曲をリスナー（聴取者）から募集し、可能な限り放送する。
放送形態は2部制であり、14:00 - 16:00が「第1部」16:00 - 18:50が「第2部」となっている。地域によっては16:00より別番組となり、15:59頃に飛び降りの挨拶が入る。
14:00から17:30までは、生放送のスタジオの様子を観覧できる。原則として往復葉書による応募が必要。放送開始後は通常NHKスタジオパークに入場していればスタジオへの入出場は自由であるが、人気ゲスト等で混乱の恐れがある場合は、事前応募者しか入場出来ない。
番組初期は、全編NHKスタジオパーク内の「CT-450オープンスタジオ」からの公開生放送だったが、同時間帯に総合テレビで『土曜スタジオパーク』が開始されたのに伴い現在のCR-505スタジオに変更された。
ノベルティグッズとして番組特製のクリアファイルがある。その賞品はクイズコーナーで出演者が正解できなかった際に答えた観客に、もしくはエンディングでリスナーの名前をパーソナリティが読むと貰える。インパクト賞として、1名に出演者の直筆ハガキが貰える。
2008年11月8日、翌日の11月9日（119）にちなんで「救急の日」特集を行なった。

## 番組の終焉とその後
2010年2月27日の放送において、当番組の終了を発表。3月20日の第650回の放送をもって14年の放送に幕を降ろした。最終回は通常より1時間早い13:00から放送された。
番組終了後の改編で4時間50分を3部構成としたコンプレックス型番組『サタデーワイド』が誕生。杏子は第1部の「土曜日レディ～Lady Saturday Go」を続投。『サタデーワイド』終了後は『アニソン・アカデミー』となり現在に至る。
第2部は特集番組からレギュラー番組に昇格した『ラジオマンジャック』。
これらの番組は2012年の改編時にローカル枠指定を解除されたが、引き続き一部の局では不定期で特別番組に差し替えられる。
18時台の第3部は『U-18 ユーガタM塾』を金曜夕方から枠移動させてきたが、2012年3月末で終了となった。

## パーソナリティ

### 第1期
メイン格
- 太川陽介（1996年4月 - 2000年3月）

サブ格（男性）
- 松岡英明（1997年4月 - 2000年3月）
- 河野成旺（1998年4月 - 2000年3月）

サブ格（女性）
- 松本梨香（1996年4月 - 2000年3月）
- 有坂来瞳（1997年4月 - 1999年3月）
- 川幡由佳（1999年4月 - 2000年3月）

### 第2期
メイン格
- 杏子（2000年4月 - 2010年3月）

サブ格（男性）
- KINJI（Pool bit boys）（2000年4月 - 2002年3月）
- コタニキンヤ（2002年4月 - 2005年3月）
- ヒロシ（2005年4月 - 2010年3月）

サブ格（女性）
- 三橋加奈子（2000年4月 - 2001年9月）
- 池澤春菜（2002年4月 - 2002年9月）
- ジニー・リー（2002年10月 - 2003年3月）
- 下川みくに（2003年4月 - 2005年3月）
- AKINA（2005年4月 - 2010年3月）

備考
- 出演者が舞台など別の仕事とダブルブッキングしているときは、番組出演を休むこともある[10]。
- 河野は音楽家、NHKのど自慢の演奏者。音楽監督として、シンセサイザーで効果音を生演奏していた。2000年3月25日までのオープニング・エンディングは河野作曲のオリジナル。好評だった[誰に?]ため最終回でエンディングテーマがフルオンエアされた。「サタリクインディーズ」というオリジナルソング作成コーナーでCDリリースした「サタリク戦隊インディーズ」の作曲を担当した。
- 下川は降板後も下記の役割で出演していた。
  - 2004年11月13日：スペシャルパーソナリティとして出演。
  - 2005年8月6日：サプライズゲストで出演。
  - 2007年5月19日：噂のHOTライブで出演
- 2000年3月25日までは太川が先に挨拶していたが、2000年4月以降は杏子が先に挨拶しているうえで、杏子がメイン扱い、他の女性パーソナリティと男性パーソナリティはサブ扱いになっていた。
- 太川不在時の代役として、彼の妻である藤吉久美子が数回代役を務めたこともあった。
- 番組終了時、40代で千葉県育ちの杏子、30代で熊本県育ちのヒロシ、20代で沖縄県育ちのAKINA、世代・出身地が異なる3人のジェネレーションギャップと、天然ボケ風味のAKINAの発言が聞きどころであった。
- 過去のパーソナリティにも当てはまるが、声優や、アニメソング・ゲームソングを主なジャンルとして活動する歌手がゲストとして出演することが多かった。

## コーナー
番組終了時。
- 14:15 - 噂のHOTライブ
- 15:00 - 噂のHOTゲスト
- 16:00 - めざせ!音楽四冠王
  - Q1：この歌詞、何の歌だっけ？
  - Q2：ミュージック・なぞなぞ・ホット・検定（ミュージックNHK）
  - Q3：サタリク カバークイズ
  - Q4：サタリク カラオケQ
- 16:30 - 今週のHOTカルチャー
- 17:00 - サタリク音楽遺産
- 17:50
  - ヒロシとヨッシーの音楽の轍（第3週のみ）
  - 自分にごほうびリクエスト

過去のコーナー
- その時AKINAならどうする?
- あっぱれ!大江戸LOVE奉行
- ヨッシー大伴の音楽大冒険（第1・第3・第5土曜）（ - 2007年度）
- 金 智子（）のHOT K-POP（第2・第4土曜）（ - 2007年度）
- 今週のテーマで川柳・ダジャレタイム

## 放送時間
- 毎週土曜日 14:00 - 18:50（JST）
2007年度より年に9回、NHK交響楽団定期公演Aプログラム生中継により、18時で終了となった。

地域差し替え枠
- 地域によっては「NHK全国学校音楽コンクール」の地区予選など、各地の放送局の都合で途中から飛び乗りまたは飛び降りのかたちで放送されることがある。
- 当番組の前身番組『FMリクエストアワー』がローカル差し替え枠の放送だった。その名残か地域によっては一部分もしくは全枠が別番組に差し替えられる場合がある[11]。
- 広域放送の関東地方・中京圏・近畿地方、および北海道でも、ブロック単位の放送のほか、各都道府県（北海道は支庁）単位のローカル放送が行われることもあった。
  - NHK札幌放送局（北海道）
不定期で『札響（札幌交響楽団）FMコンサート』を北海道地方全域で放送。終了時間は収録時間により異なる。番組終了次第、飛び乗って放送。
  - NHK仙台放送局（宮城県）
月1回16:00 - 18:50『仙台音楽倶楽部』に差し替えて放送。この番組は基幹局の仙台局制作ではあるが、東北ブロックネットではなく単独局放送である。
  - NHK宇都宮放送局（栃木県）
最終週の14:00 - 16:00に『とちぎマロニエパーク』放送のため、後半部（16:00 - ）飛び乗って放送。
  - NHK前橋放送局（群馬県）
月1 - 3回程度の不定期で14:00から『ぐんま土曜広場』に差し替えて放送。内容は群馬交響楽団の定期演奏会（群響アワー）や独自収録の歌謡ショー、NHK全国学校音楽コンクール群馬県大会の模様など。
  - NHK千葉放送局（千葉県）
不定期で14:00からクラシックコンサートやトークライブなどの番組を制作し、差し替えて放送。また8月に1回、NHK学校音楽コンクール千葉県大会の模様を放送。
  - NHKさいたま放送局（埼玉県）
8月 - 9月にかけて2回程度、NHK学校音楽コンクール埼玉県大会の模様を放送。
  - NHK横浜放送局（神奈川県）
年2 - 3回程度『よこはまポートスタジオスペシャル』と題して16時00分以降又は全枠差し替えて放送。
  - NHK大阪放送局等近畿地方
2008年3月まで、16:00で飛び降りて『サタデーホットリクエスト・WEST』を18:00まで、18:00 - 18:50は地上デジタル音声放送実用化試験局の番組を再構成した『大阪発デジタルバザール』を放送[12]。2008年4月以後は全編東京からの放送となる。
サタデーホットリクエスト・WESTは年に1 - 2回程度14:00 - 18:50で全国放送されることもあり、NHK505スタジオでの放送ができないときは単発で大阪からの放送の場合があった。その際に大阪と東京で回線を繋いでやり取りすることもあった。
  - NHK京都放送局（京都府）
2008年に不定期で14:00 - 16:00に『オトナチック!ラジオ』に差し替えて放送。
  - NHK和歌山放送局（和歌山県）
2007年3月から2009年3月まで、最終週の16:00 - 18:50に『わかやまパワーステーション』に差し替えて放送。
  - NHK岡山放送局（岡山県）
第3週の14:00 - 16:00に『FMはればれライブ』放送のため、後半部（16:00 - ）飛び乗って放送。
  - NHK山口放送局（山口県）
毎月1回14:00 - 16:00に、『やまぐちFM広場』放送のため、後半部（16:00 - ）飛び乗って放送。
  - NHK福岡放送局他九州地方と沖縄県
月1回程度の不定期で16:00 - 18:50に『FM九州沖縄スペシャル』に差し替えて放送。内容はライブショーなど。